# Kedungdoro
Kedungdoro is een bestuurslaag in het regentschap Soerabaja van de provincie Oost-Java, Indonesië. Kedungdoro telt 20.510 inwoners (volkstelling 2010).